# Saltos ornamentais nos Jogos Olímpicos de Verão da Juventude de 2010 - Trampolim 3 m individual masculino
A competição da categoria trampolim de 3 m masculino dos saltos ornamentais nos Jogos Olímpicos de Verão da Juventude de 2010 foi realizada no dia 22 de agosto no Complexo de Natação de Toa Payoh, em Singapura. Quinze competidores disputaram a fase de qualificação às 13:30. Os doze melhores disputaram a final às 20:30, sempre no horário de Cingapura.

## Medalhistas
| Ouro   | CHN Qiu Bo           |
| Prata  | UKR Oleksandr Bondar |
| Bronze | USA Michael Hixon    |

## Resultados
| Pos.              | Atleta                    | Qualificação | Qualificação | Final       | Final       |
| Pos.              | Atleta                    | Pontos       | Pos.         | Pontos      | Pos.        |
| ----------------- | ------------------------- | ------------ | ------------ | ----------- | ----------- |
| Medalha de ouro   | CHN Qiu Bo                | 618.75       | 1            | 607.15      | 1           |
| Medalha de prata  | UKR Oleksandr Bondar      | 556.65       | 2            | 565.35      | 2           |
| Medalha de bronze | USA Michael Hixon         | 541.15       | 3            | 554.65      | 3           |
| 4                 | ITA Giovanni Tocci        | 521.90       | 5            | 547.50      | 4           |
| 5                 | CUB Abel Ramirez Tellez   | 503.75       | 6            | 543.15      | 5           |
| 6                 | GER Tim Pyritz            | 476.45       | 9            | 524.45      | 6           |
| 7                 | MAS Tze Liang Ooi         | 495.20       | 8            | 523.70      | 7           |
| 8                 | COL Miguel Angel Reyes    | 502.20       | 7            | 521.95      | 8           |
| 9                 | GBR Thomas Daley          | 527.10       | 4            | 514.35      | 9           |
| 10                | CAN Marc Sabourin-Germain | 474.20       | 10           | 506.50      | 10          |
| 11                | MEX Ivan Garcia           | 443.80       | 12           | 497.80      | 11          |
| 12                | VEN Robert Paez           | 452.65       | 11           | 458.70      | 12          |
| -                 | ARM Gevorg Papoyan        | 385.25       | 13           | Não avançou | Não avançou |
| -                 | BRA Pedro Abreu           | 366.85       | 14           | Não avançou | Não avançou |
| -                 | SIN Han Kuan Lee Timothy  | 365.50       | 15           | Não avançou | Não avançou |